# Barbara Krohn
Barbara Krohn (* 5. Juni 1957 in Hamburg) ist eine deutsche Schriftstellerin von Kriminalromanen sowie Übersetzerin aus dem Italienischen.

## Leben
Barbara Krohn schloss ihr Germanistik- und Italianistik-Studium mit dem Magister Artium ab. Sie verbrachte vier Jahre als Lektorin am Istituto Universitario Orientale in Neapel. Es folgten erste literarische Übersetzungen aus dem Italienischen sowie Arbeit als Deutsch als Fremdsprachen- und Weiterbildungslehrerin. Seit 1992 lebt Barbara Krohn mit ihrem Lebensgefährten und zwei Söhnen in Regensburg. Seit 2003 arbeitet sie dort als Dozentin für Kreatives Schreiben an der Regensburger Schülerakademie. Ab 2008 hält sie Jahreskurse für Erwachsene an einer privaten Kunstschule.

## Schaffen
In den 1990er-Jahren hat Krohn zahlreiche Romane aus dem Italienischen übersetzt. Ihr erster Kriminalroman Der Tote unter der Piazza, der in Neapel spielt, wurde wie Weg vom Fenster – in Regensburg angesiedelt – für den Friedrich-Glauser-Preis nominiert. 2002 veröffentlichte sie ihren dritten Kriminalroman Rosas Rückkehr, eine kriminelle Geschichte um Glück und Unglück in der Familie, die vom ZDF unter dem Titel Der Tote am Strand verfilmt wurde (mit Silke Bodenbender als „Rosa“). 2002 erhielt sie den Kulturförderpreis der Stadt Regensburg. Dem Episodenroman Die Liebe der anderen folgte 2004 ein Lyrikband mit dem Titel Orte der Liebe. Ihre Karriere als Krimiautorin setzte sie ab 2006 erfolgreich mit drei Romanen um den neapolitanischen „Commissario Gentilini“ und die Hamburger Journalistin „Sonja Zorn“ fort.
Barbara Krohn ist Mitglied im VS-Schriftstellerverband Ostbayern und im PEN-Zentrum Deutschland.

## Werke
- Der Tote unter der Piazza. Aufbau Taschenbuch, Berlin 1997; 7. A. ebd. 1999, ISBN 3-7466-1571-2
- Weg vom Fenster. Aufbau Taschenbuch, Berlin 1999; 7. A. ebd. 2008, ISBN 978-3-7466-2429-7
- Rosas Rückkehr. Rütten und Loening, Berlin 2002, ISBN 3-352-00582-6; Aufbau Taschenbuch, Berlin 2003, ISBN 3-7466-1941-6
- Die Liebe der anderen. Rütten und Loening, Berlin 2003, ISBN 3-352-00703-9; Aufbau Taschenbuch, Berlin 2005, ISBN 3-7466-2141-0
- Orte der Liebe. Gedichte. Lichtung, Viechtach 2004, ISBN 3-929517-64-7
- Die Toten von Santa Lucia. Goldmann, München 2006, ISBN 3-442-46177-4
- Was im Dunkeln bleibt. Goldmann, München 2007, ISBN 978-3-442-46453-1
- Die achte Todsünde. Goldmann, München 2008, ISBN 978-3-442-46464-7
- Zeit fließt herein, Lichtung, Viechtach 2023, ISBN 978-3-941306-57-8
- Ein Schaf umarmen, KernVerlag, Regensburg 2024, ISBN 978-3-934983-61-8

## Übersetzungen
- Guido Ceronetti: Albergo Italia. Meine italienische Reise (mit Viktoria von Schirach). Hanser, München 1992
- Giuseppe Pontiggia: Vom Leben gewöhnlicher Männer und Frauen. Hanser, München 1995
- Philip K. Dick: Zeit aus den Fugen (mit Gerd Burger). Haffmans, Zürich 1995
- Isabella Bossi Fedrigotti: Palazzo der verlorenen Träume (mit Viktoria von Schirach). Piper, München 1997
- Fabrizio Rondolino: So ein schöner Ort. Malik, München 1998
- Enzo Striano: Die Portugiesin. Piper, München 2000
- Carlo Lucarelli: Der trübe Sommer. Ein Fall für Commissario De Luca. Piper, München 2000
- Antonello Borra, Alphabetiere – Alfabestiario. KernVerlag, Regensburg 2015